# 埃及 (羅馬行省)
公元前30年，屋大维在击败其劲敌马克·安东尼，消滅了托勒密埃及之後，将埃及地區纳为罗马的一个行省。作为罗马行省的埃及包括了除西奈半岛之外现今埃及的大部。埃及行省西邻克里特和昔兰尼加行省，东接犹太行省（后为阿拉伯行省）。埃及行省是罗马帝国最重要的谷物生产地。

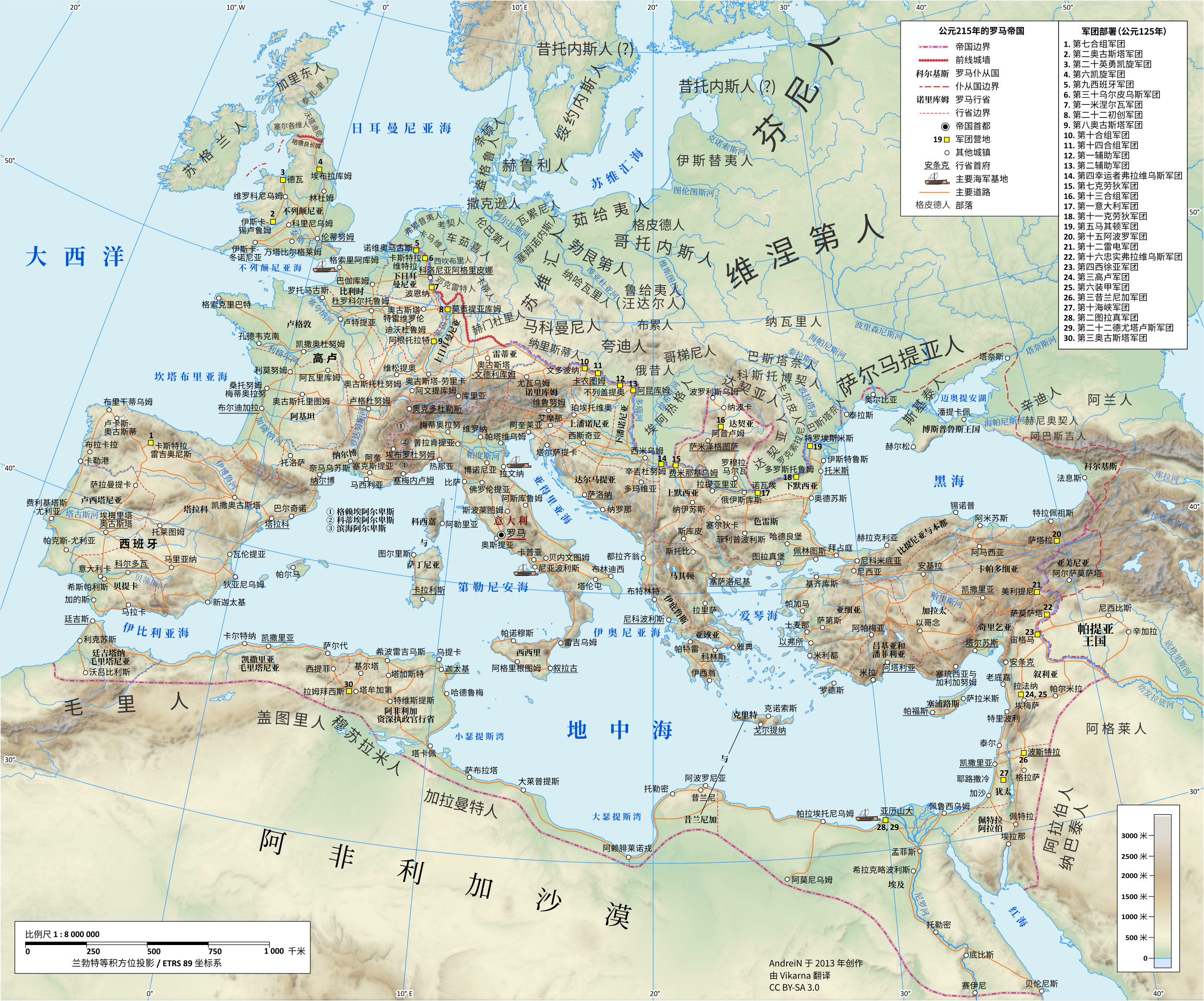
哈德良统治时期（公元117-138年）的罗马帝国疆域

## 罗马的统治
埃及行省的第一任总督为科尼利厄斯·伽盧斯，他使用军队控制了上埃及，并在南部地区建立了一个保护国——该地区曾经为托勒密王朝所统治，后被遗弃。第二任总督埃利乌斯·伽卢斯曾经组织远征军试图征服后为阿拉伯行省的地区以及“福地阿拉伯”（现今的也门），但是中途受挫；原属埃及的红海沿岸则直到克勞狄一世时期才纳入罗马治下。第三任总督盖乌斯·佩特戎尼乌斯在其任期内疏通了荒废的灌溉渠，带动了埃及农业的复苏。

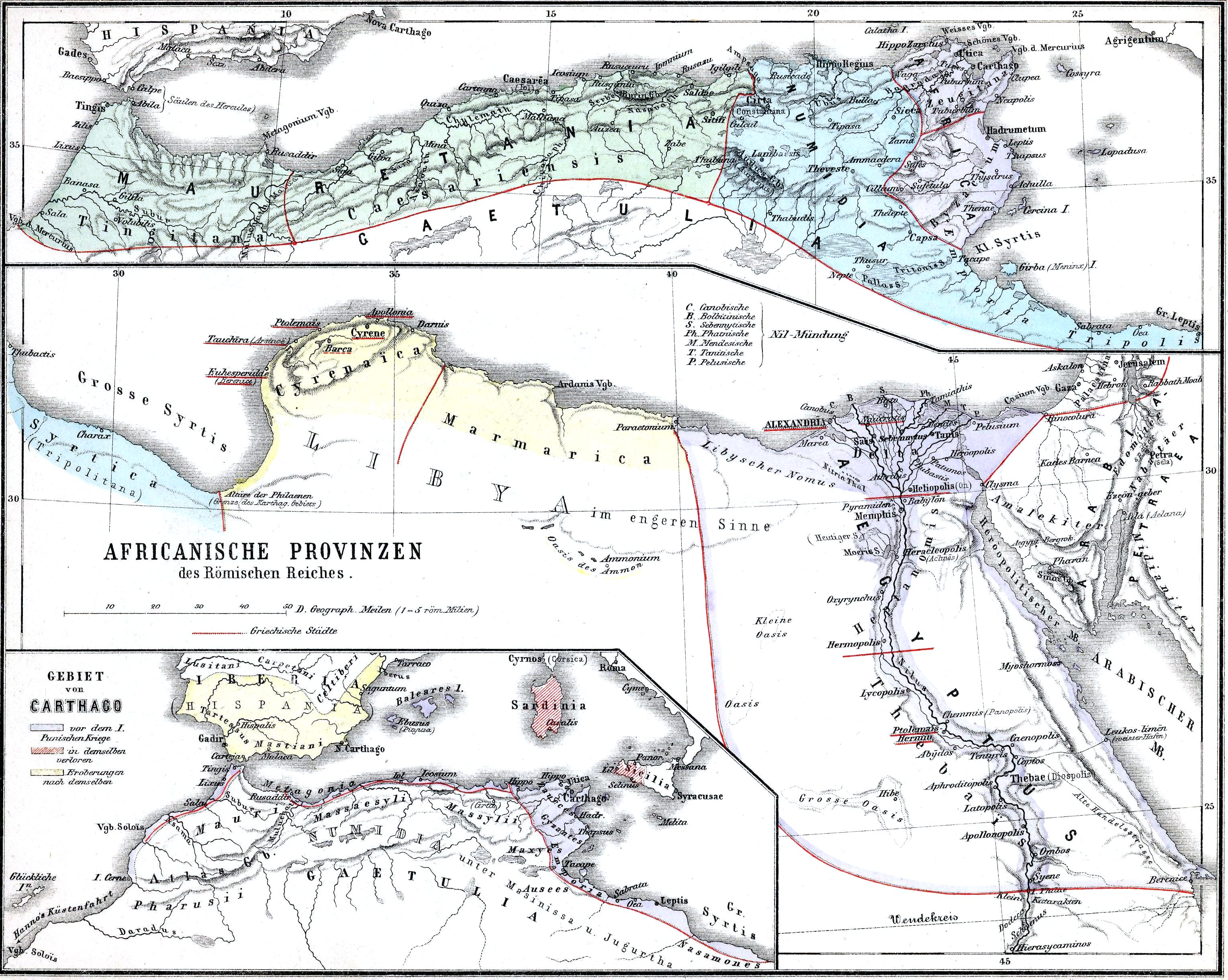
罗马帝国治下的北非

从尼禄统治时期开始，埃及享受了持续一个世纪之久的繁荣。不过此时也爆发了希腊人和犹太人之间的宗教冲突，这一情况在亚历山大港特别严重——至公元70年耶路撒冷被攻破之后，亚历山大港便成为了犹太世界的宗教和文化中心。圖拉真统治时期，埃及爆发了犹太人的起义。这场起义导致了罗马对亚历山大港的犹太人的镇压，其利益也被剥夺殆尽。不过不久之后，该处的犹太人又回复了往日的生机。哈德良在其统治时期曾两次巡视埃及，并建立了安提诺波利斯城，以纪念其溺水身亡的爱人安提诺乌斯。从其统治时期开始，埃及各地都兴起了营建希腊罗马式建筑的热潮。
安敦宁·毕尤统治时期的横征暴敛引发了公元139年的埃及起义。该起义由一个名叫伊西铎鲁斯的人领导，经过数年的抗争，最终被镇压下去。这次席卷埃及乡间的战火严重削弱了埃及的经济，标志着埃及经济衰落的开始。战争期间的罗马军队指挥官阿维狄乌斯·卡西乌斯于公元175年自立为皇帝，并得到了驻叙利亚和埃及军队的承认。后馬爾庫斯·奧列里烏斯废黜了并杀死了卡西乌斯，帝国才得以恢复秩序。类似的篡位事件还发生于公元193年，其时佩蒂纳克斯去世，佩斯坎尼乌斯·奈泽尔篡位称帝。公元202年，塞普蒂米乌斯·塞维鲁给与了亚历山大港及其他埃及城市自治地位。

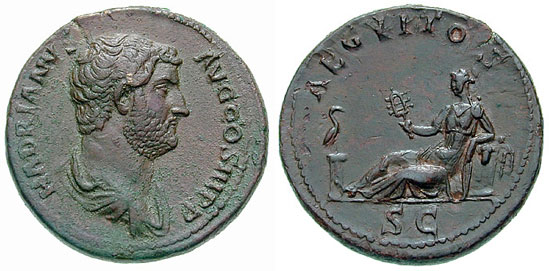
刻有哈德良头像的埃及硬币，铸造于公元135年。硬币正面为斜躺着的拟人化的埃及形象，她手上握着传统的埃及乐器，背靠一筐谷物，在其脚边的廊柱上停靠着一只朱鹭。

卡拉卡拉在其治内给予了所有埃及人以及其他外省人罗马公民的地位，但此措施仅仅是为了收取更多的赋税，随着皇帝欲望的与日俱增，各地人民不堪忍受越来越重的赋税。
在公元三世纪，爆发了一系列的暴乱，既有军事暴动，也有城市公民的起义。公元250年，德西乌斯统治时期，埃及的基督教徒遭受迫害，但是基督教仍然继续在该地区传播。公元260年，埃及总督穆西乌斯·埃米利亚努斯支持了马克里亚努斯父子对加里恩努斯皇帝的叛乱，261年，他自己又起来叛乱，但很快被击败。

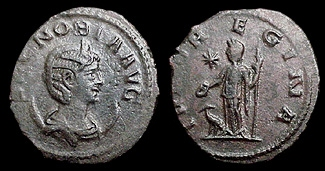
季诺碧亚硬币，硬币背面为季诺碧亚头像，并刻有其头衔——“埃及女王，奥古斯塔”，头像刻画了季诺碧亚所戴的皇冠和波浪发式；硬币正面为朱诺立像，其左手持权杖，右手持圆盘花饰，腿边伏有一只孔雀，其左侧有一明星。

公元269年，巴尔米拉女王芝诺比娅征服埃及，使其脱离罗马统治，自称埃及之女王。她宣称埃及为其祖先居住之所，其家族渊源可追溯至克娄巴特拉七世。她接受了良好的埃及文化、宗教和语言教育，并谙熟于此。但是罗马皇帝奥勒良断绝了两国间的友好关系，并于公元274年重新夺回了埃及；其后他又围困了巴尔米拉长达四个月，重新统一了帝国。
后来，又有两位罗马皇帝——普罗布斯和多米迪乌斯·多米狄安乌斯相继崛起于埃及，普罗布斯成功成为皇帝，而多米狄乌斯被戴克里先击败。公元298年，戴克里先从多米迪乌斯手中夺回亚历山大港，继而获取了整个埃及行省。他于公元303年颁布的反基督教法令又开启了一个宗教迫害时代。这是针对在埃及地区稳定发展中的基督教的最后一次较为严重的迫害。

## 埃及行省的罗马政府

公元四世纪的埃及管区图

当罗马人取代托勒密家族对埃及实行统治之后，他们对当地的政府机构进行了大幅度调整。在最初阶段，罗马对埃及的征服巩固了希腊人和希腊文化的地位。托勒密家族希腊化统治时期的部分政府机构得到了保留，但其他部分则进行了调整，某些机构的名称虽未改变，但其职能和职权均发生了变动。罗马人对埃及行政机构的变革旨在使其成为一个高效率的政府，并能够收取尽可能多的赋税。埃及行省总督的职责包括了：指挥罗马军团和步兵大队，保证该地区的军事安全；负责该地区的财政和赋税；负责司法审判。
罗马在最初4个世纪里对埃及进行的改革为其在之后250年中的繁荣奠定了基础，而其所付出的代价则是政府机构日趋僵化、对地区的控制日趋高压。出于行政目的，埃及行省被细分为数个更小的省份，每个省份均派驻了民事和军事官员。至公元六世纪中期，东罗马帝国皇帝意识到该政策已不可行，遂将民事和军事管辖权统合于军事官员一身，以抗衡教会的权力。所有的地方自治权均被取消。军人阶级在埃及社会中日益显赫，其权利和影响力已经渗透至城镇和乡村的日常生活中。

## 经济

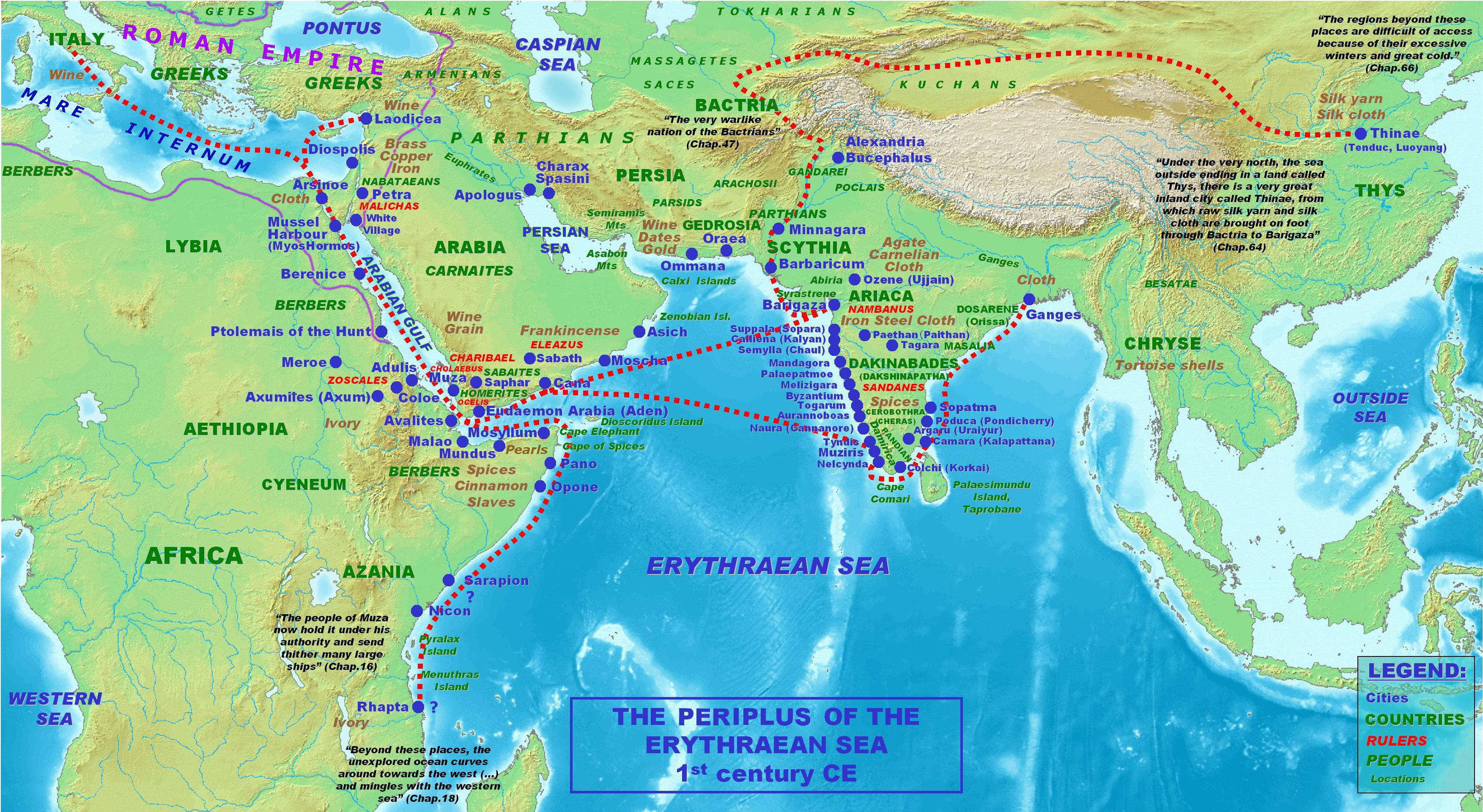
据《厄立特里亚海航行记》记载，公元一世纪时，罗马与印度之间贸易的起点即为埃及

自托勒密统治时期起，帝国政府赖以存在的财源就未发生过重大改变，但是新发展起来的更加复杂和精密的税收系统则成为了罗马帝国统治的标志。货币税和实物税都与土地挂钩，此外还有名目繁多的以货币缴付的蝇头小税，以及贸易税等等。巨量的埃及谷物则被装船顺尼罗河而下，运至亚历山大港，其中一部分喂养了城市中的人口，其余的大部分则出口至罗马。尽管纳税人时常抱怨收税人的压迫和勒索行为，但是当时官方的税率并未达到一个很高的水平。事实上，罗马政府积极鼓励土地的私有化和私人手工业、商业和贸易的繁荣，而低税率则会受到私人业主的欢迎。穷人则靠作为国有土地、皇帝所有产业或富人的私有土地的佃户营生，相对而言，他们负担了重得多的租税——在相当长的一段时期内，租税都维持在较高的水平上。
总而言之，甚至在乡村一级，经济的货币化程度和复杂程度都在与日俱增。以硬币为媒介，货物得以大规模的流通。在城镇和较大的农村，随着大型谷物产地的开发，较高层次的工业和商业活动也被激活。埃及的国内和国外贸易总量，在公元一世纪和二世纪间达到峰值。但是在三世纪末，严重的问题开始浮现。帝国发行硬币成色的多次降低损害了货币的信用，而政府征收的名目越来越繁多的实物税则使经济状况雪上加霜。地方政府越来越疏失、顽固和无效率，至戴克里先和君士坦丁一世统治时期，埃及已经迫切需要进行深入而有目的性的改革了。

## 军事
埃及行省最富裕的几个省均配置了少量的军事力量。而保证埃及谷物出口的顺畅，对于罗马城及其市民来说是极其重要的。罗马在埃及驻扎了3个军团（后缩减为2个）——每个军团6000人——的兵力，此外还有数个步兵大队的后备力量，以保证埃及内部局势的稳定。在罗马统治埃及的第一个十年中，奥古斯都胸怀帝国主义的勃勃野心，试图扩大埃及行省的南部和东部疆域。早期驻扎在埃及的军队大部分来源于已经瓦解的托勒密王朝，由希腊马其顿人和当地埃及人构成。此后，逐渐地，罗马人成为了驻军的主要成分。